# Црник
Црник (мкд. Црник) је насеље у Северној Македонији, у источном делу државе. Црник је у саставу општине Пехчево.

## Географија
Црник је смештен у источном делу Северне Македоније, близу државне границе са Бугарском - 5 km источно од насеља. Од најближег града, Берова, насеље је удаљено 20 km северно.
Насеље Црник се налази у историјској области Пијанец. Насеље се развило у долини речице Лаго, на западним падинама планине Влајне. Источно од насеља тече река Брегалница горњим делом свог тока. Надморска висина насеља је приближно 860 метара.
Месна клима је планинска због знатне надморске висине.

## Становништво
Црник је према последњем попису из 2002. године имао 707 становника.
Претежно становништво у насељу су Турци (Торбеши) (46%), а следе их Цигани (38%) и етнички Македонци (15%). Турци су били већинско становништво у насељу почетком 20. века, али су се у великом броју иселили у матицу.
| Националност | Укупно |
| Македонци    | 103    |
| Албанци      | 0      |
| Турци        | 326    |
| Цигани       | 267    |
| Цинцари      | 0      |
| Срби         | 4      |
| Бошњаци      | 0      |
| остали       | 7      |

Већинска вероисповест месног становништва је ислам, а мањинска православље.